# اموس جویل جونیور
اموس جویل جونیور (انگلیسی: Amos E. Joel Jr.; ۱۲ مارس ۱۹۱۸ – ۲۵ اکتبر ۲۰۰۸) دانشمند در زمینه مهندسی برق اهل ایالات متحده آمریکا بود.
وی همچنین برندهٔ جوایزی همچون مدال ملی فناوری و نوآوری، مدال افتخار آی‌تریپل‌ئی، مدال الکساندر گراهام بل آی‌تریپل‌ئی، عضو پیوسته انجمن مهندسان برق و الکترونیک، و مدال بالنتاین استیوارت شده‌است.